# Видео јела, зелен бор
Видео Јела Зелен Бор је је југословенски телевизијски филм из 1991. године. Режирао га је Горан Гајић, а сценарио је написао Бранко Вукојевић.

## Радња
Ради се о савременој прича о гастарбајтерима која говори трагикомичним тоном о утицају технологије на људске судбине. Интрига драме смештена је у контекст праве маније "дописивања" видео-касетама. Ова нова епистоларна форма пружила је ауторима могућност медијског поигравања али и озбиљнијег промишљања о психолошким и социјалним утицајима техноманије која обележава крај овог миленијума.
Филм приказује породицу Крстић, тачније двојицу браће - Радована, који живи у Немачкој и ожењен је Немицом Герти, са којом има сина Јохана; и Милована, који живи у свом родном селу са женом Радмилом, кћерком Јованком и сином Јованом, као и родитељима. Радован је запослен у „Мерцедесовој“ фабрици и монтира ретровизоре на аутомобиле, док Милован ради у „Застави“.
Заплет настаје на самом почетку, када Радованов део породице, понесен развојем видео-технологије, одлучује да се са Миловановим делом (тачније са Јованом, који је добио камеру и видео-рикордер на квизу) уместо класичним писмима дописује ВХС касетама. Објективу камере мало шта промиче, па ће се двојица браће завадити око изградње Радованове куће у Србији, њихови синови око права на компјутерску игрицу, Радованов комшија, гроф Фон Бирне ће се заљубити у Јованку, која жели да побегне са села, а Радованова и Милованова мајка, Милица, ће најпре покушати да постане сликар, а потом и видео-уметник.

## Улоге
| Глумац                | Улога          |
| --------------------- | -------------- |
| Данило Бата Стојковић | Милован        |
| Александар Берчек     | Радован        |
| Мира Фурлан           | Јованка        |
| Радмила Савићевић     | Милица         |
| Жарко Митровић        | Јован          |
| Оливера Марковић      | Радмила        |
| Karin Neuhäuser       | Герти          |
| Бранко Ђурић Ђуро     | Поштар Сима    |
| Драган Бјелогрлић     | Милисав        |
| Зоран Врбаски         | Јован          |
| Бошко Милосављевић    | Јохан          |
| Josef Ostendorf       | Гроф вон Бирне |
| Оља Бећковић          | Трудна девојка |
| Ранко Ковачевић       | Покојник       |